# Yojiro Uetake
Yojiro Uetake (né le 12 janvier 1943) est un lutteur japonais spécialiste de la lutte libre. Il participe aux Jeux olympiques d'été de 1964 et aux Jeux olympiques d'été de 1968 en combattant dans la catégorie des poids coq (52–57 kg) et remporte les deux fois le titre olympique.

## Palmarès

### Jeux olympiques
- Jeux olympiques de 1964 à Tokyo,  Japon
  -  Médaille d'or.
- Jeux olympiques de 1968 à Mexico,  Mexique
  -  Médaille d'or.